# Клісітіра
Клісіті́ра (дав.-гр. Κλεισιθήρα) — персонаж давньогрецької міфології, дочка критського царя Ідоменея і Меди, сестра Іфікло, Ліко та Ідаманта.
Ідоменей вирішив її одружити з Лейком, сином Тала, який його кинув на горі, де його підібрав і виростив Ідоменей. Після від'їзду Ідоменея на Троянську війну Лейк вирішив захопити владу, він вбив Меду разом з Клісітірою. За іншою версією це відбулося через те, що Лейк став коханцем Меди і через майбутнє повернення Ідоменея щоб приховати це вбив як коханку, так і її синів і дочку.